# Straßenbahn Bangkok

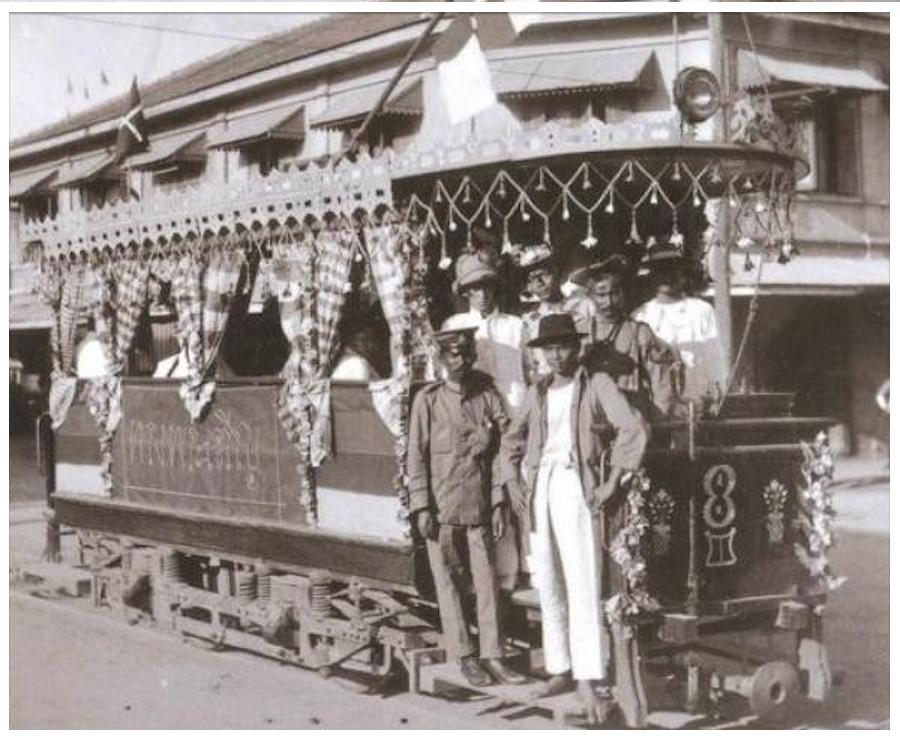
Triebwagen 8 der Straßenbahn in der Frühzeit des Betriebes

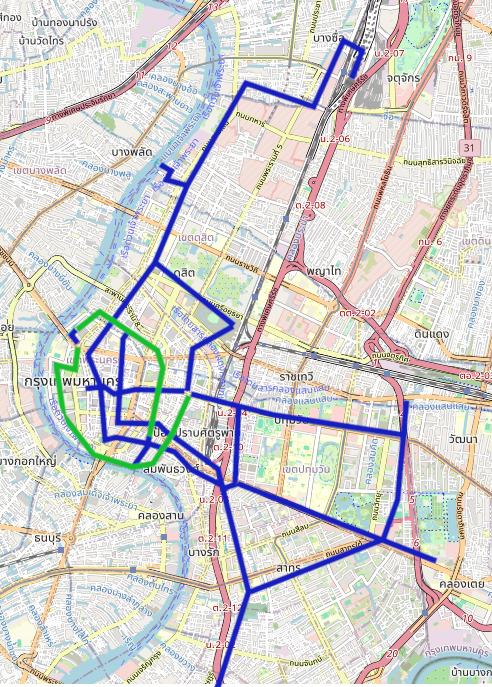
Straßenbahnnetz Bangkok (nach Modern Tramway, März 1969). Grün: Straßenbahn war bis zum 30. September 1968 in Betrieb. Blau: Straßenbahn wurde schon früher stillgelegt

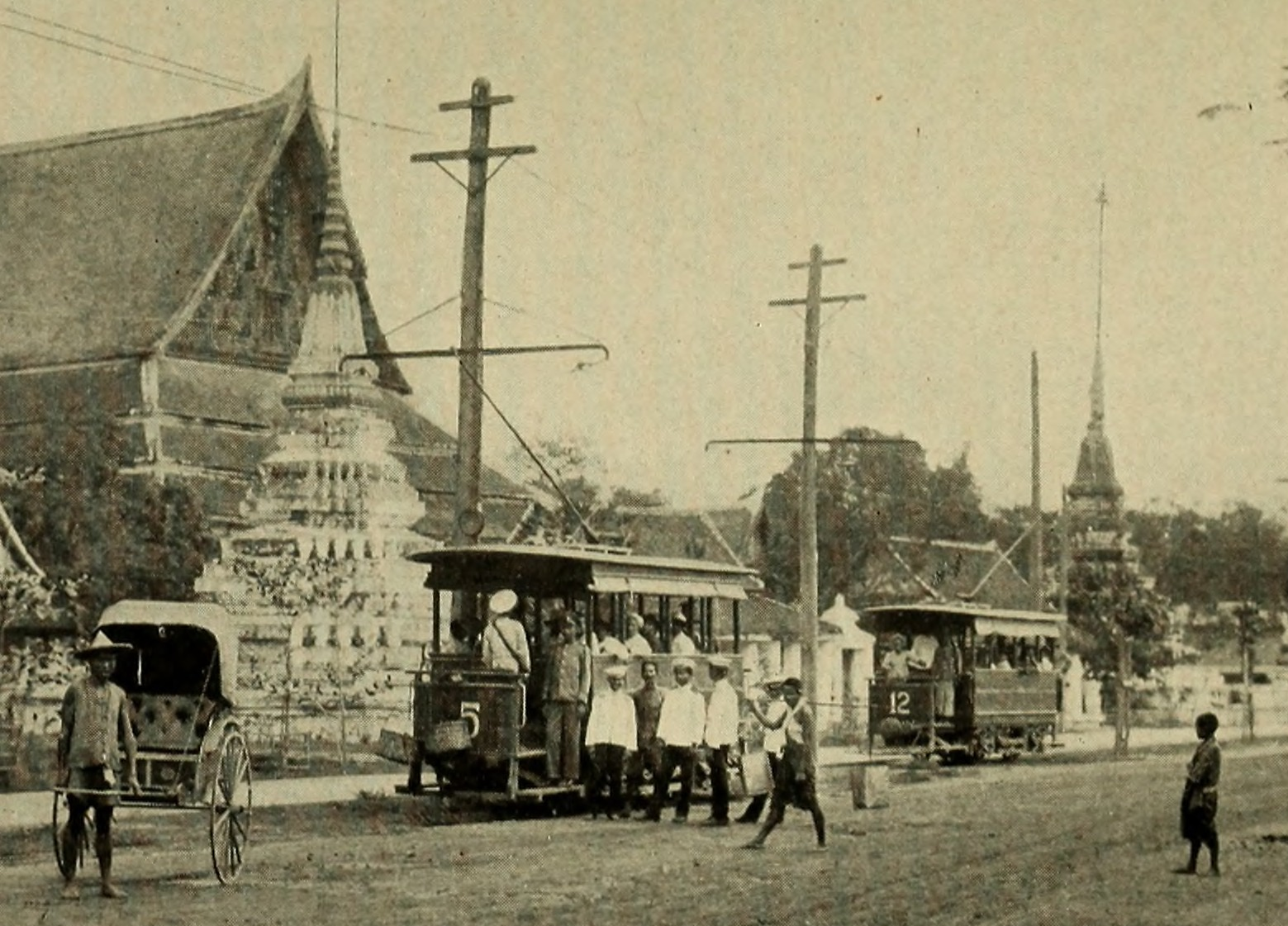
Straßenszene mit den Triebwagen 5 und 12 im Jahr 1904

Die Straßenbahn Bangkok war ein Nahverkehrssystem in der thailändischen Hauptstadt Bangkok. Im Unterschied zu vielen Straßenbahnsystemen in Asien hatte es keine lineare Geschichte, sondern war durch ein Hinter- und Nebeneinanderwirken verschiedener Traktionsarten und Betreiber gekennzeichnet. Die erste Strecke wurde 1888 als Pferdebahn eröffnet, die letzte Strecke der elektrischen Straßenbahn 1968 stillgelegt.

## Geschichte

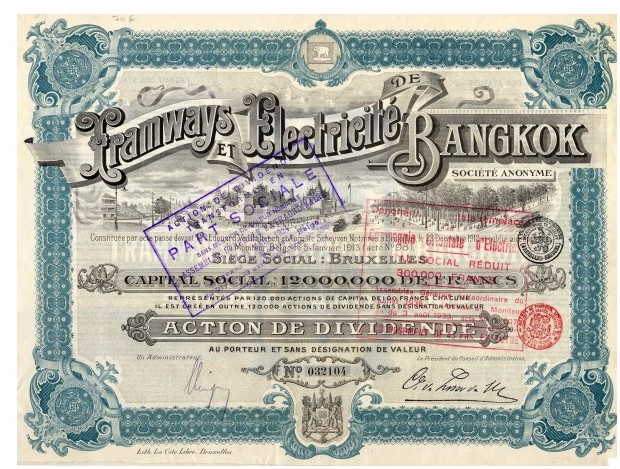
Überbringeraktie der Tramways et electricité de Bangkok S.A. über 12 Millionen Francs, 1912 ausgegeben in Brüssel, gestempelt 1924

Ab dem 22. September 1888 befuhr eine Pferdestraßenbahn eine Strecke von 9,2 km Länge. Das Unternehmen war von dem im siamesischen Dienst stehenden Briten Alfred John Loftus, auch bekannt als Phraya Nithetcholthee, gegründet worden. Erster Direktor war der dänische Ingenieur Aage Westenholz, der seit 1886 in Bangkok lebte.
Schon am 1. Februar 1893 war die erste Linie durch die Siam Electricity Company (SEC) elektrifiziert worden, nachdem diese Linie zuvor zuerst von der British Tramways Co Ltd und später von einem dänischen Unternehmen betrieben worden war.
Das ebenfalls britische Bangkok Electric Light Syndicate eröffnete im Jahr September 1901 eine zweite Linie, die Samsen-Linie von 11,3 km Länge, die wie auch die noch folgenden Linien nach dem Bezirk oder der Straße benannt wurden, in der ihr Endpunkt lag.
1912 wurde in Brüssel die Tramways et Electricité de Bangkok S.A. gegründet die das damals bereits bestehende Straßenbahnnetz übernahm. Diese benannte sich zu einem späteren Zeitpunkt in Compagnie Orientale d’Electricité um.

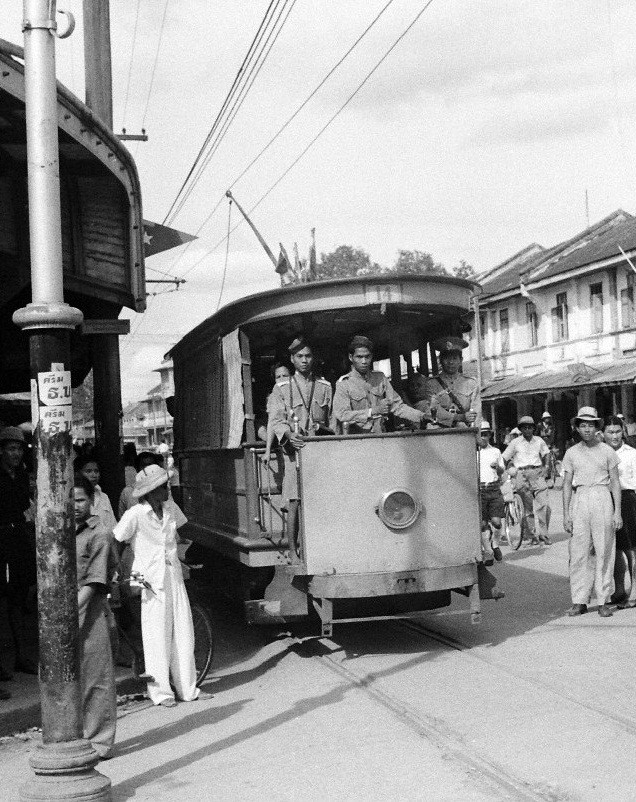
Triebwagen im Jahr 1945

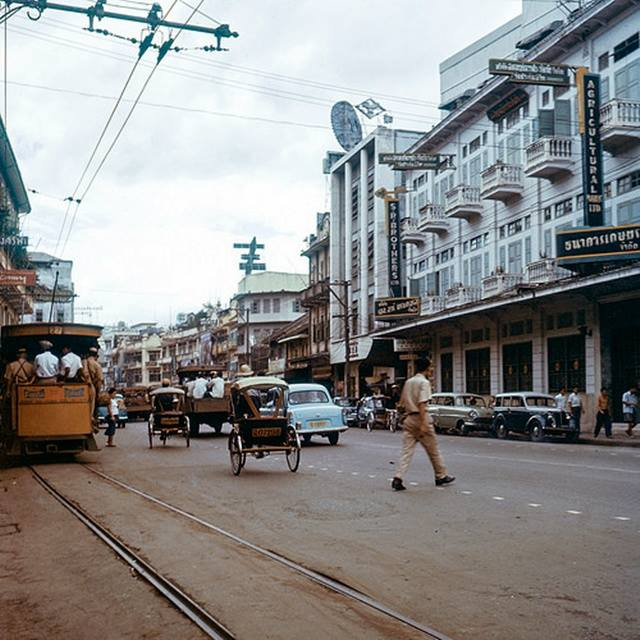
Straßenszene mit Straßenbahn in Bangkok, 1958

The Electrical Review berichtete im Februar 1915 über die Government Electric Power Station und einem Zusammenhang mit der Straßenbahn von Bangkok.
Im Jahre 1927 fusionierten die drei zu diesem Zeitpunkt aktiven Betreiber zu einem neuen Unternehmen mit dem Namen Siamese Electricity Corporation.
Im August 1955 erschien in Modern Tramway ein ausführlicher Artikel über die Straßenbahn Bangkok. Es handle sich dabei um den ersten elektrischen Straßenbahnbetrieb in Asien. Die Elektrifizierung wäre durch die Short Electric Railway Company of Cleveland vorgenommen worden.
Die ersten elektrischen Triebwagen hätten eine Leistung von 20 PS gehabt. Die elektrische Energie wäre durch holzgefeuerte Turbinen produziert worden.
Sieben meterspurige Straßenbahnlinien wurden mit den jeweils nachstehenden Längen angegeben
1. Bangkolem (5½ Meilen)
2. Samsen (7 Meilen)
3. Dusit (7 Meilen)
4. Bangsue (2½ Meilen)
5. Hualamphong (2½ Meilen)
6. Silom (2¾ Meilen)
7. Pratumwan (2½ Meilen)

Der Fahrzeugbestand umfasse 54 Triebwagen, 28 gekuppelte Motorwagen und 62 Beiwagen. Fünf Fahrzeuge wären von Metal Sections Ltd, Birmingham komplett geliefert worden. Bei allen anderen wären Brill 21E-Trucks verwendet und mit lokal gefertigten Wagenkästen versehen worden. Besonders erwähnt wurde, dass vier verschiedene Farbschemata im Einsatz waren: Gelb-Braun, Gelb-Grün, Gelb-Rot sowie Dunkelgrün-Hellgrün.
1962 berichtete Modern Tramway and Light Railway Review 1962 auf Seite 180, dass der Straßenbahnbetrieb von den Bangkok Electric Works auf die Metropolitan Electricity Authority (MEA) übergegangen sei. Obwohl 47 vorhandene Zweiachser neue Wagenkasten erhalten hätten, würden die neuen Betreiber eine Umstellung auf Trolleybusse bevorzugen. Als Farbschema wurde Purpurrot-Gelb angetroffen. Bis zu jüngst vorangegangenen Stilllegungen wären sieben Linien betrieben worden. Es wären insgesamt 174 Fahrzeuge vorhanden gewesen. Dieser Gesamtbestand hätte sich aus 62 ein- und 49 zweimotorigen Triebwagen, 18 Doppelwagen und 48 Beiwagen zusammen gesetzt. Als Depots wurden Bangkolam, Sapan Lueng, Wat Lieb, Worachek und Bangkrabue genannt.
Anfang 1961 wäre die Thanon-Silom-Linie stillgelegt worden. Deren Schienen sollten für den Neubau einer neuen und für Bangkok erstmalig zweigleisig ausgeführten Strecke herangezogen werden.
Obwohl es dem Berichterstatter selbst unglaubwürdig schien, berichtete er, dass in Bangkok ausgemustertes Material für neu zu errichtende Straßenbahnbetriebe in Chieng Mai, Korat und Songkhla verwendet werden solle.
Letztendlich erschien im Modern Tramway and Light Railway Review im März 1969 der Abschiedsartikel In Memoriam Bangkok tramways. Die beiden letzten Straßenbahnlinien wären am 30. September 1968 stillgelegt worden.

## Erinnerungskultur
Einige Fahrzeuge der Straßenbahn Bangkok blieben noch lange nach der Stilllegung als Museumsstücke erhalten. Die Homepage bahnbilder.de zeigt einen erhaltenen Triebwagen, der zuletzt im April 2023 fotografiert wurden. Es wurde dort angegeben, das betreffende Fahrzeug wäre von der J. G. Brill Company hergestellt worden.
Gleisreste konnten zumindest noch bis 2020 angetroffen werden.

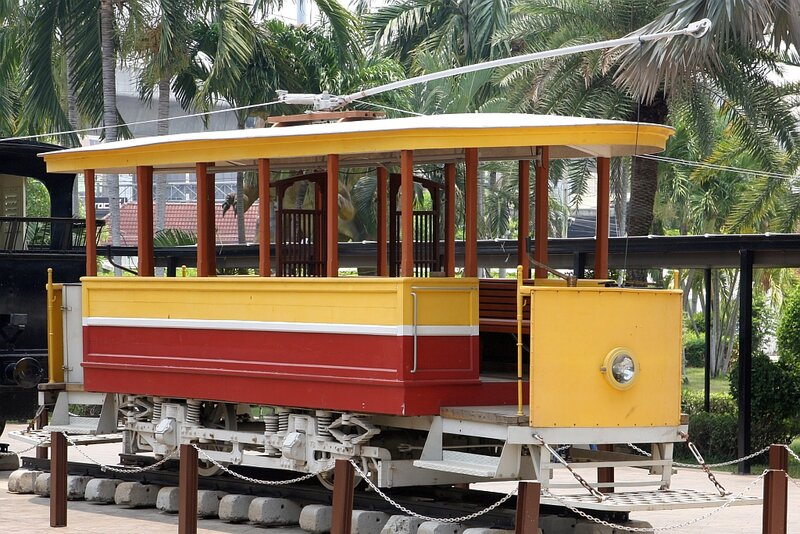
Museal erhaltener Triebwagen mit Brill-Fahrgestell beim Samut Prakan Observation Tower
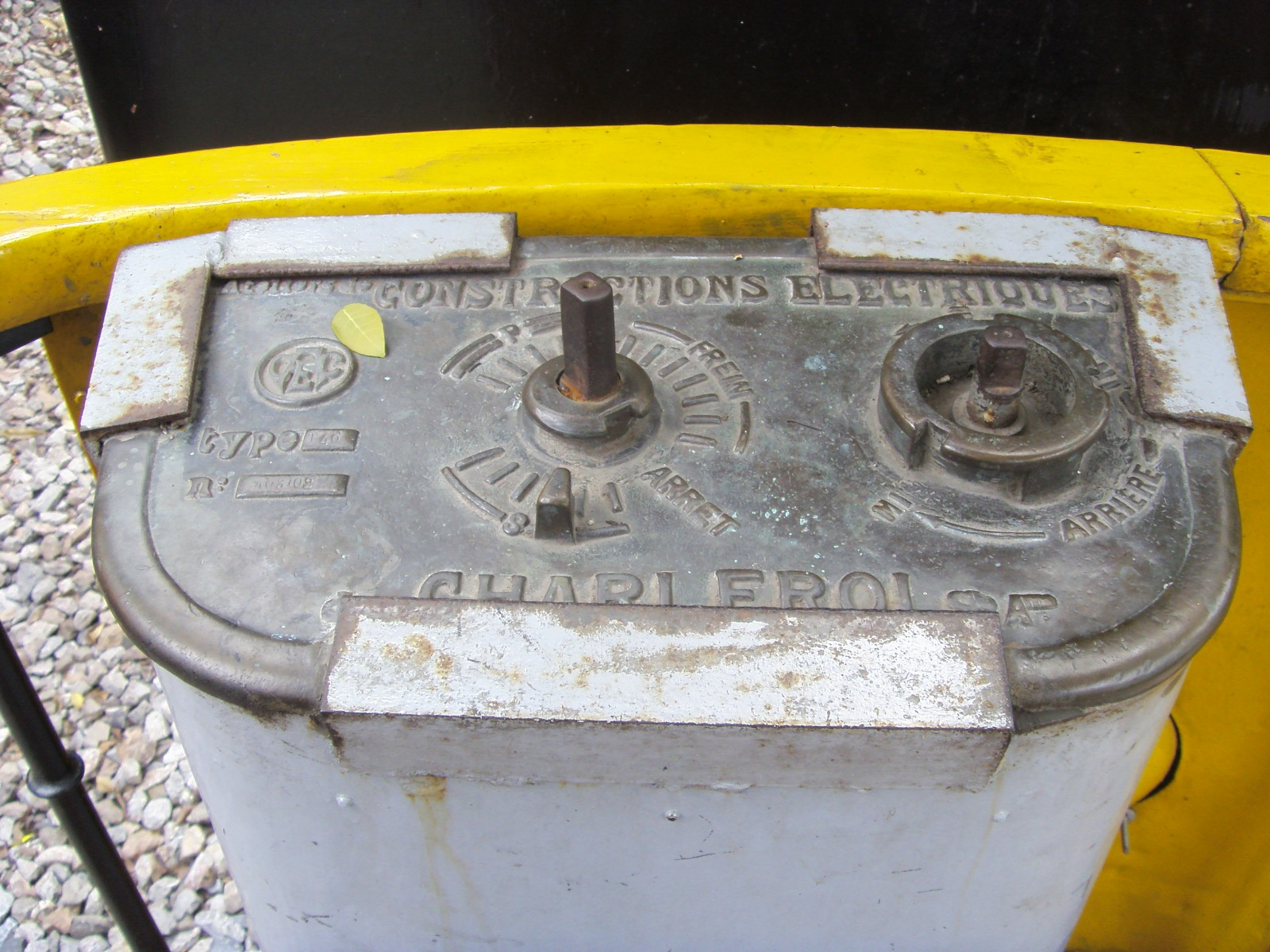
Fahrschalter des museal erhaltenen Triebwagens, gebaut von Ateliers de constructions électriques de Charleroi
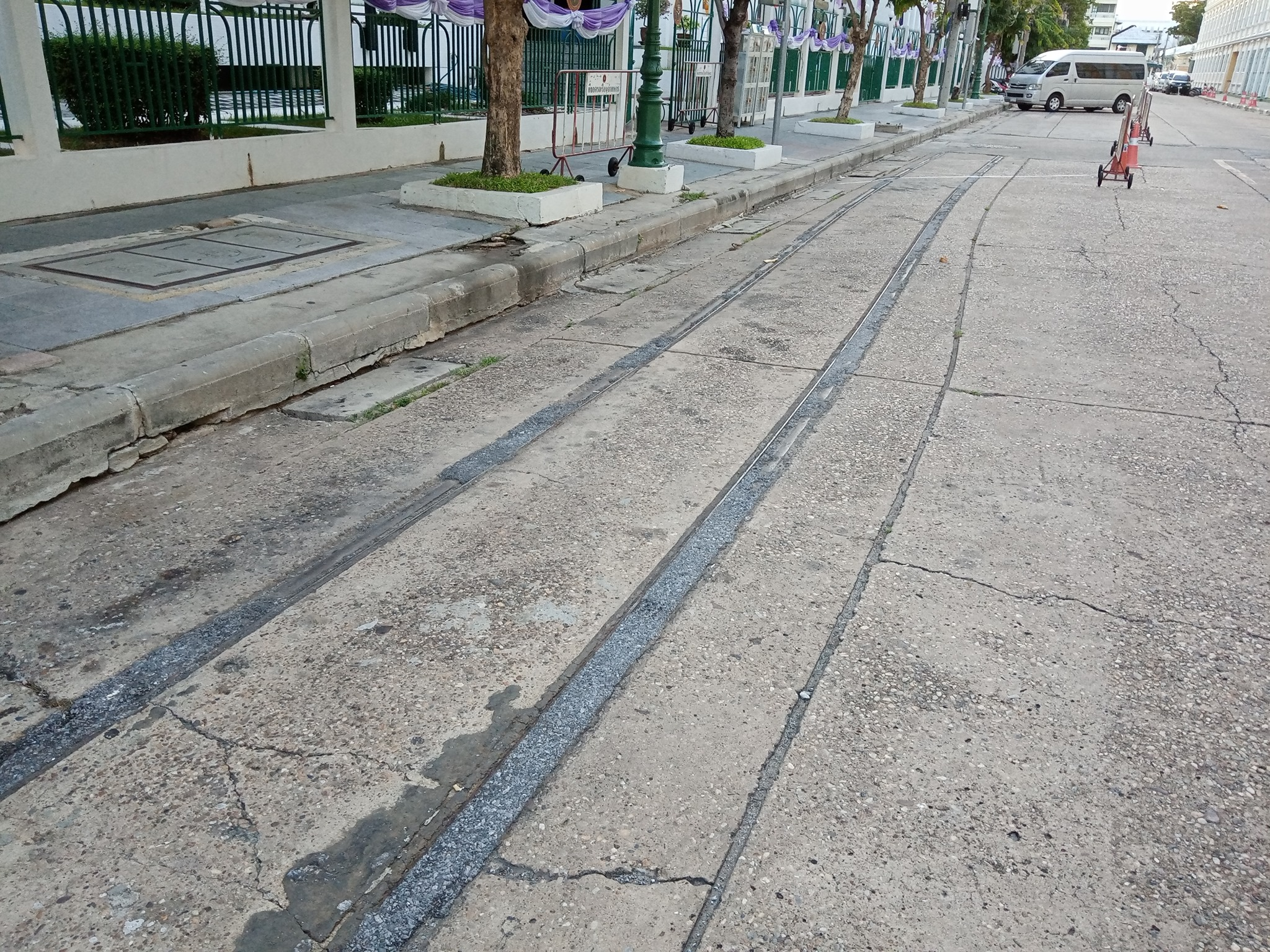
Gleisreste im Juni 2020